# Monte Lavane
Il monte Lavane (1.241 m s.l.m.) è una vetta dell'appennino tosco-romagnolo. Tra questa vetta e il monte Falterona, l'appenino ha una significativa diminuzione di altitudine.
Il monte è posto sotto il territorio del comune di Marradi (FI), al confine con l’Emilia Romagna e il parco delle Foreste Casentinesi. È raggiungibile sia dal passo della Peschiera, sia dal piccolo borgo di Campigno, frazione di Marradi. Poco sotto la sua vetta si trova il bivacco “Capanna del Partigiano”.

## Storia
Durante la seconda guerra mondiale, nei pressi della cima, l'esercito alleato lanciò delle armi per favorire la resistenza. Durante il recupero di tali armamenti, i partigiani e le truppe tedesche ingaggiarono una battaglia.